# Gandalf
För andra betydelser, se Gandalf (olika betydelser).
Gandalf är en av huvudpersonerna i J. R. R. Tolkiens romaner Bilbo och trilogin om Härskarringen. Han nämns även i flera andra av Tolkiens verk, däribland Silmarillion. Gandalf är en trollkarl (Istari), egentligen en maia, som skickades till Midgård ett årtusende in i tredje åldern för att hjälpa Midgårds invånare att störta Sauron. 
I trilogin om Härskarringen framträder han som en trollkarl och medlem i en hög och urgammal orden (efter Sarumans fall blir han också dess överhuvud), liksom Ringens brödraskaps ledare, samt befälhavare över Västerns styrkor. 

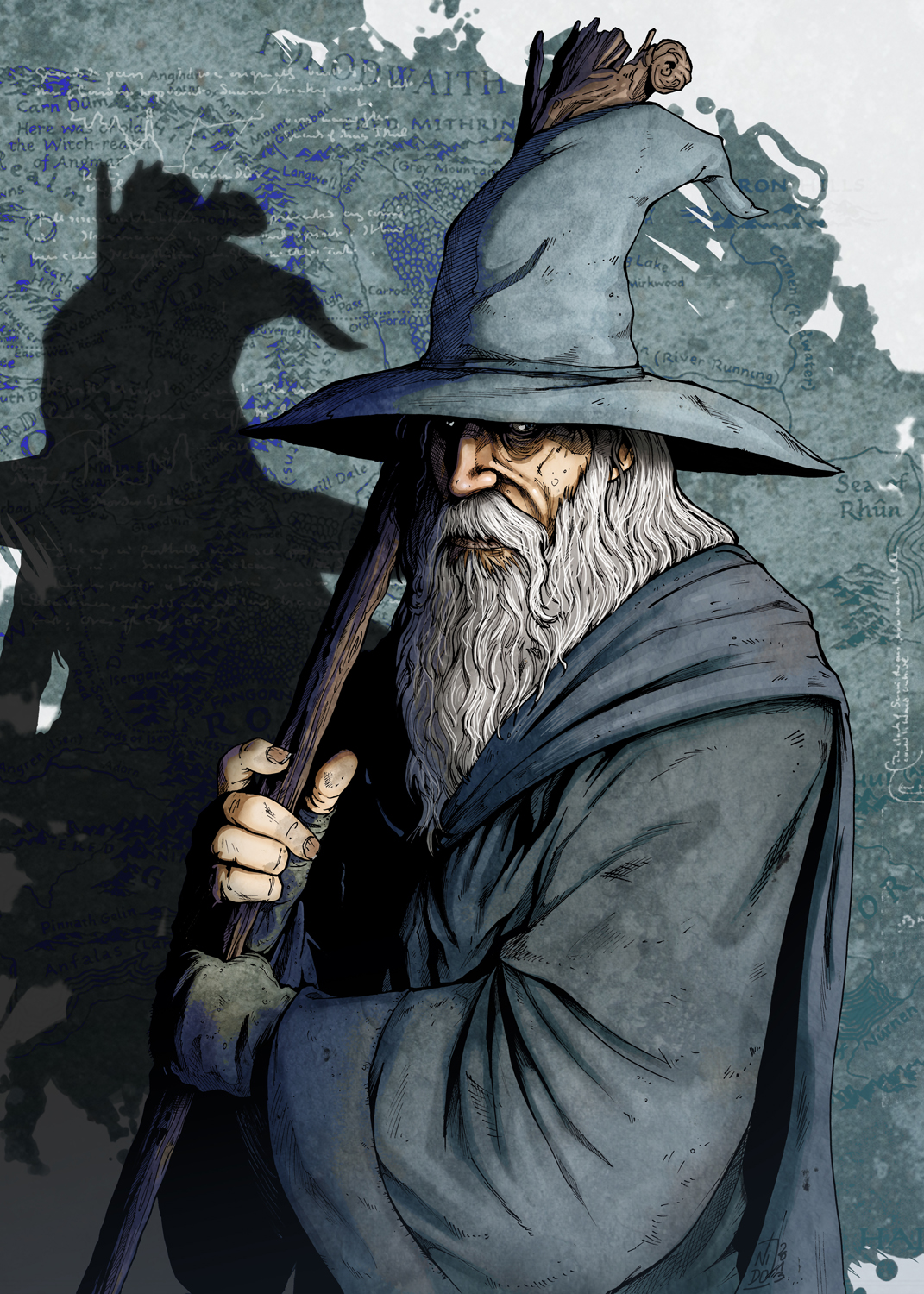
Gandalf

## Karaktärsdrag
När trollkarlarna kom över havet togs de emot i de Grå hamnarna av Círdan. Gandalf var den kortaste, antog en mycket gammal mans skepnad och lutande sig på en stav, den till synes minst betydande av dem. Men Círdan, som såg längst och djupast i Midgård, insåg hans själs styrka och gav honom därför Narya, en av Maktens Ringar, för att hjälpa honom med hans tunga bördor. 
Gandalf var, till skillnad från Saruman, inte stolt. Han kunde vara snar till vrede och påpeka dårskap hos andra. Men han kunde också vara glad och generös, även gentemot små och till synes obetydliga figurer. Gandalf dolde alltid sin makt och det var bara de som kände honom bäst som kunde se elden inom honom. Inte ens de visaste visste säkert vad som var hans innersta tankar.

## Biografi

### Valinor
Som berättas i Valaquenta var Gandalf en av Manwës maior. Under sin tid i Valinor var han känd som Olórin och ansågs vara den visaste bland maior. Han levde i Loriens trädgårdar, men reste ofta västerut till Nienna som han fick mycket visdom av.
När valar bestämde sig för att åtgärda sitt misstag i att inte ta itu med Sauron (då Morgoth störtades i Vredens krig), föreslogs att några mindre andar skulle skickas till Midgård för att störta Sauron. Valar ville nämligen inte härja Midgård som under Vredens krig, utan istället skicka emissarier som skulle förmå Midgårds invånare att själva besegra Sauron. Men endast Curunír trädde fram som frivillig, medan Gandalf ville avstå eftersom han fruktade Sauron.

### Midgård
Gandalf var den siste istarin som landsteg i Mithlond och fick, som berättas, den röda Ringen (som han hemlighöll), av Círdan för att denne insåg att Gandalf var den störste av dem. 
Men Saruman fick kännedom om detta och greps av avund och menade att just kunskapen om alvringarna var hans specialisering, så att han om någon borde ha fått den. Detta var början till Sarumans långa "fejd" med Gandalf, som dock inte skulle se dagens ljus först långt senare. 
Gandalf, sin vana trogen, dolde sin makt och det var bara Galadriel och Elrond som visste att han hade den Röda ringen. Det var först i slutet av tredje åldern det blev allmänt känt att han var den Röda ringens väktare.

### Det Vita Rådet

Bokstaven "G" på Cirth används som Gandalfs emblem.

Om Gandalfs första årtusende i Midgård vet man inte mycket. Det sägs dock att han var den som mest uppmärksammade Skuggan i Mörkmården: Han tog sig in i Dol-Guldur 2063 för att avgöra vem som hade makten där (Sauron eller en Nazgûl som de flesta trodde), men Besvärjaren (som han då kallades eftersom hans verkliga identitet var okänd) retirerade och dolde sig i östern. Det var först 2460 som Besvärjaren återvände, då med ökad styrka. Som ett svar på detta bildades Vita Rådet år 2463; Galadriel hade hoppats att Gandalf skulle leda rådet, men han avböjde för att han inte ville ha någon ledarroll. Istället valdes Saruman som rådets överhuvud, delvis på grund av hans omfattande kunskaper om Saurons dåd under Andra Åldern.
År 2850 tog sig Gandalf in i Dol-Guldur och fick bekräftat att den onda närvaron där var ingen mindre än Sauron. När han var där påträffade han Thráin, dvärgen, som suttit fången där i flera år och fick en karta och en nyckel till Erebor. Året därpå samlades Rådet återigen, och Gandalf ville genast att man skulle angripa Dol-Guldur. Men Saruman försäkrade Rådet om att Sauron aldrig skulle finna Härskarringen, eftersom den, enligt honom, för länge sedan spolats ut i havet. Därför åstadkom Rådet ingenting vid denna tid och Sauron fick en respit.
Detta berodde på, som det senare skulle visa sig, att Saruman själv önskade finna Härskarringen och bli en Mörkrets Herre, på det att han måtte få igenom sin vilja i allt. Han ville leka med faran och hoppades att Ringen, sedan Sauron återuppstått, skulle söka sig till sin mästare och att han då skulle vara steget före Sauron och ta Ringen för sig själv. 
Även om Saruman inte hittade Ringen (som tagits upp ur Anduin av Deagol samma år Rådet bildats, 2463) fann han dock Isildurs Elendilmir (en ovärderlig skatt) och asken där Ringen tros ha legat. Det sägs också att han hittade Isildurs kvarlevor, som han förmodligen vanärade genom att bränna dem i en av sina ugnar.

### Färden till Erebor

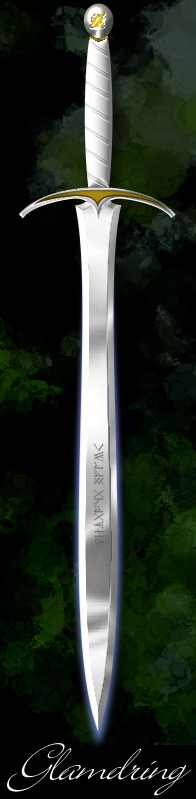
Under färden till Erebor fann han svärdet Glamdring i en trollhåla. Detta svärd skulle han bära under hela sin levnadstid i Midgård.

Sagor från Midgård bygger vidare på historien bakom Bilbo en hobbits äventyr. Den berättar om det slumpartade mötet mellan Gandalf och Thorin Ekenskölde, Thráins son, på värdshuset i Bri. Gandalf förutsåg kriget som Sauron förr eller senare skulle släppa lös, och insåg hur svagt Norden var för att möta hans anstormning. Om Vattnadal angreps skulle Smaug kunna ställa till med stor skada; därtill var Thorin själv mycket angelägen om att hämnas på Smaug och återupprätta kungariket under Berget. Det var i den tidpunkten som "tidvattnet" började vända.
År 2941 satte Gandalf sin plan till verket. Han lyckades, efter stora svårigheter, övertala Bilbo Bagger att följa med tretton dvärgar på färden (han kände i sitt innersta att uppdraget bara skulle lyckas om Bilbo följde med) för att besegra Smaug och återta deras förlorade skatter. Gandalf räddade sällskapet ett flertal gånger undan knipor, och han gav Thorin den karta och nyckel han fått av Thrain tidigare. På så sätt kunde dvärgarna och Bilbo öppna en hemlig gång in i Berget. 
Det var under denna färd som Gandalf hittade svärdet Glamdring i en trollhåla. När sällskapet färdades genom Dimmiga bergen kom Bilbo på villovägar och försökte hitta tillbaka till de andra på egen hand. Det var på så vis han hittade Gollums underjordiska sjö och i samband med detta som han, helt ovetande, hittade Härskarringen. Det var först långt senare som Gandalf kunde röja dess verkliga identitet.
Efter att ha flytt från Dimmiga bergen (med örnarnas hjälp) tog de sig till Beorns hus där de, tack vare Gandalfs list, fick husrum och sedan även proviant inför färden genom Mörkmården.
Men Gandalf lämnade de övriga utanför Mörkmårdens bryn för att han hade fullt upp med andra uppdrag. Han dök senare upp utanför Erebor, förklädd, och avslöjade sig först då det var på vippen att männen i Dal skulle börja strida med alverna från Mörkmården och dvärgarna från Järnbergen för att få sin del av skatten. 
Men det blev inga stridigheter mellan dem eftersom en stor hord vättar närmade sig (dessa hade samlat en jättelik armé för att hämnas sin Storvätte som Gandalf fällde i dimmiga bergen, samt för att de redan hört talas om Smaugs fall). Alverna, människorna och dvärgarna förenade sig med varandra och Femhäraslaget utbröt. Det blev en hård strid och till och med Gandalf blev sårad i armen; i stridens hetta dök också Beorn upp och dräpte många vättar. De allierade rev upp vättarnas huvudstyrka och resten flydde fältet.
Efter striden reste Gandalf hem samman med Bilbo, och i Vattnadal avslöjade han vad som fick honom att lämna sällskapet vid Mörkmårdens bryn. Han hade övertalat det Vita Rådet att angripa Dol-Guldur, och Sauron drevs bort därifrån. Men Sauron hade förutsett angreppet och retirerade till Mordor, där han sedan proklamerade sig öppet ett årtionde senare. 
Att Gandalf fick sin vilja igenom den här gången berodde delvis på att Saruman insåg att Sauron hade fått vetskap om Isildurs öde, och ville störa dennes sökande efter Ringen.

### Härskarringen
Gandalf tillbringade större delen tiden mellan romanerna Bilbo - en hobbits äventyr och Härskarringen med att samla information om Sauron, och den mystiska ring som Bilbo påträffade under färden till Erebor. Detta eftersom han anade oråd och menade att det var olikt Bilbo att hitta på en historia på det sätt han gjorde för att bevisa att Ringen rätteligen var hans.
Under samma period blev Gandalf också vän med Aragorn och började misstänka att Saruman inte hade ärliga motiv. 
Gandalf tillbringade så mycket tid han kunde i Fylke och upprätthöll sin vänskap med Bilbo och lärde känna Frodo Bagger, hans arvinge.

## Namn
Gandalf är enbart hobernas och nordmännens namn på honom. Alverna känner honom som Mithrandir ("Grå vandrare") och även männen av Gondor. Hans namn i väst, varifrån han kommer, är Olórin. Andra namn är: den grå vandraren, den grå pilgrímen, Incánus i söder (Harad), Tharkûn har han fått som namn av dvärgarna. Ormstunga kallade honom Láthspell. Några andra vanliga namn och benämningar är, den vita ryttaren och Gandalf den vite. Liksom många andra namn i Tolkiens verk kommer namnet Gandalf ursprungligen från Eddans skapelseberättelse, Völuspá, där namnet finns i en uppräkning av dvärgar kallad Dvergatal.

## Filmer och uppsättningar

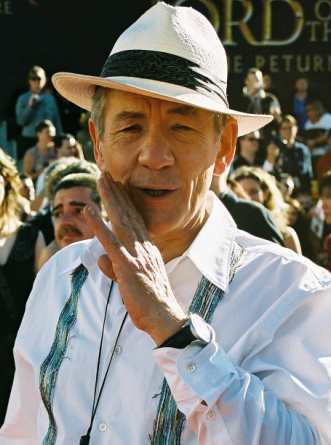
Gandalf spelades av Ian McKellen i Peter Jacksons trilogi om Härskarringen.

I Rankin/Bass tecknade filmatiseringar av Bilbo – En hobbits äventyr från 1977 och Sagan om konungens återkomst från 1980 spelas Gandalf av den välkände regissören och skådespelaren John Huston och i Ralph Bakshis tecknade filmatisering av Härskarringen från 1978 spelas han av William Squire.
I Peter Jacksons filmatiseringar av Härskarringen (2001–2003) och Hobbiten (2012–2014) spelas Gandalf av Sir Ian McKellen. I Radioteaterns uppsättning av Hobbiten spelas han av Evan Storm och av Per Myrberg i uppsättningen av Sagan om ringen.